# قزقان‌دره
 قزقان دره ، روستایی است از توابع بخش لطف‌آباد و در شهرستان درگز استان خراسان رضوی ایران.

## جمعیت
این روستا در دهستان دیباج قرار داشته و بر اساس سرشماری سال ۱۳۸۵ جمعیت آن (۵۷خانوار) ۳۴۳نفر
بوده‌است.